# Климов, Алексей Тихонович
Алексей Тихонович Климов (19 марта 1936 г., деревня Агеевка, Становлянский район, Липецкая область — 18 сентября 2004 г., Москва) — советский, российский военачальник, начальник штаба Тыла Вооруженных Сил СССР — первый заместитель начальника Тыла Вооруженных Сил СССР, начальник штаба Тыла Вооруженных Сил Российской Федерации — первый заместитель начальника Тыла Вооруженных Сил Российской Федерации, генерал-полковник.

## Биография
Алексей Тихонович родился в деревне Агеевка Становлянского района Липецкой области. Окончил военно-автомобильное училище в г. Гомель Белорусской ССР, Военную академию тыла и транспорта, Военную академию Генерального штаба Вооруженных Сил СССР.
С 1956 года — командир взвода автомобильного батальона, командир автотранспортной роты, заместитель командира батальона по технической части.
После окончания Военной академии Тыла и транспорта проходил военную службу в должностях заместителя командира мотострелкового полка по тылу, заместителя командира мотострелковой дивизии по тылу, начальника штаба тыла армии.
В 1980 году, по окончании Военной академии Генерального штаба, назначен заместителем командующего армией по тылу — начальником тыла танковой армии. В дальнейшем — заместитель командующего Северной группы войск по тылу — начальник тыла, заместитель командующего войсками Ленинградского военного округа по тылу — начальник тыла округа.
В 1989 году — заместитель начальника штаба Тыла Вооруженных Сил СССР, с 1989 года по 1996 год — начальник штаба Тыла — первый заместителя начальника Тыла Вооруженных Сил.
В 1992 году работал в составе правительственной комиссии по оперативному анализу экономической ситуации.
С 1996 года по 2004 год — в отставке, работал на руководящих должностях в Совете ветеранов Тыла Вооруженных Сил, занимался научной деятельностью, за которую был удостоен премии имени А. В. Хрулева, ежегодно присуждаемой Академией военных наук.
Скончался 18 сентября 2004 года после болезни в Москве, в Центральном военном клиническом госпитале имени П. В. Мандрыка Министерства обороны Российской федерации. Похоронен на Троекуровском кладбище.

## Вклад в становление и развитие Вооруженных Сил Российской Федерации[4]
Генерал-полковник А. Т. Климов осуществлял непосредственное руководство реорганизацией системы тылового обеспечения в ходе создания Вооруженных Сил Российской Федерации, руководил тыловым обеспечением вывода группы войск, соединений, частей и учреждений Северной группы войск, Западной группы войск, Южной группы войск в Россию, их возвращением и обустройством.
Возглавлял работу по реформированию Тыла Вооруженных Сил, с учётом новых задач обеспечиваемых войск, внедрению в практику территориального принципа тылового обеспечения.
Руководил организацией тылового обеспечения войск в первой Чеченской кампании 1994—1996 годов, разработкой основ создания единой системы тылового обеспечения Вооруженных Сил, других войск, воинских формирований и органов.

## Увековечивание памяти
- В честь Алексея Тихоновича в его родной деревне Агеевка названа улица Архивная копия от 28 ноября 2019 на Wayback Machine
- 27 апреля 2007 года в честь военачальников, внесших весомый вклад в военно-патриотическое воспитание молодежи Становлянского района, в канун 62-й годовщины Победы в Великой Отечественной войне, возле районного Дома культуры в селе Становое Липецкой области высажена Аллея Воинской Славы, на которой есть и портрет генерал-полковника Климова.

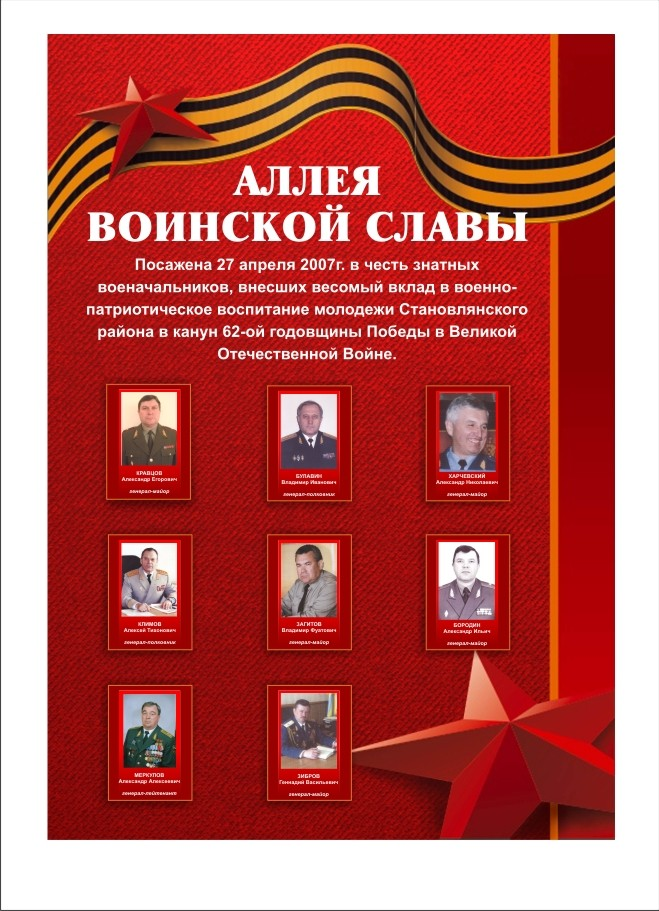
Аллея Воинской Славы село Становое